# Jorge Luiz Frello Filho
Jorge Luiz Frello Filho (n. 20 decembrie 1991, Imbituba, Santa Catarina, Brazilia), cunoscut și ca Jorginho, este un fotbalist italian și brazilian, care joacă pe post de mijlocaș la Flamengo în Campeonato Brasileiro da Série A. Pe plan internațional, are prezențe la națională pentru Italia.

## Biografie
Jorginho s-a născut în Imbituba în statul brazilian Santa Catarina, dar s-a mutat în Italia la vârsta de 15 ani. Este de origine italiană prin stră-stră-străbunicul său Giacomo Frello, care este din Lusiana, Veneto și a obținut cetățenia italiană datorită bunicului său, un brazilian care îl deține.

## Carieră

### Hellas Verona
Jorginho era jucător de tineret din Verona. În iunie 2010, Jorginho a fost împrumutat echipei din Serie C2, A.C. Sambonifacese, unde a jucat primul său sezon complet ca senior jucând de 31 de ori și marcând un gol în timp ce a oferit zece asistențe din poziția de mijlocaș central.

### Napoli
La 18 ianuarie 2014, s-a alăturat lui SSC Napoli unui contract de coproprietate cu Verona timp de patru ani și jumătate. La 12 februarie, a marcat primul său gol.

### Chelsea
La 14 iulie 2018, Jorginho a semnat pentru echipa engleză Chelsea, cu un contract pe cinci ani, în aceeași zi în care Sarri a fost angajat la club. Suma transferului a fost de 50 de milioane de lire sterline, plus 7 milioane de lire sterline în variabile și i s-a atribuit tricoul cu numărul 5.

## Palmares
Napoli
- Coppa Italia: 2013–14[11]
- Supercoppa Italiana: 2014[11]

Chelsea
- UEFA Europa League: 2018–19[12]
- vice-campion EFL Cup: 2018–19[13]